# Derek Thompson
Derek Thompson (* 1986) je americký spisovatel a novinář. Pracuje jako senior editor v časopise Atlantic, píše o ekonomice a médiích. Je autorem knihy Hit Makers, která vyšla také v českém překladu v roce 2017. Derek Thompson pravidelně vystupuje v televizi, mimo jiné na stanicích CBS nebo MSNBC. Podílí se také na podcastu Here and Now v National Public Radio. Žije v New York City.

## Redaktorská činnost
Derek Thompson vystudoval žurnalistiku na Medill School of Journalism na Northwestern University ve státě Illinois (2004–2008). Tato univerzita se specializuje na žurnalistiku, politologii a právní studia. Postupně se vypracoval na senior editora v časopise Atlantic, kde pracuje od roku 2008. Přispíval nebo přispívá také do dalších periodik, jako je například Slate, BusinessWeek nebo The Daily Best. Pravidelně aktualizuje svůj Twitter, ve svých příspěvcích používá zejména metafory ze světa sportu. 

## Kniha Hit Makers (Hitmakeři)
Derek Thompson je autorem knihy „Hit Makers: The Science of Popularity in an Age of Distraction“ (Penguin Press, 2017). Publikace byla označena za národní bestseller. Adam Grant, autor bestsellerů („Originals“ nebo „Give and Take“), o knize řekl: „Úžasné – plné ,aha' okamžiků, proč některé myšlenky prorazí a jiné se vůbec neodrazí od země.“ Česky vyšla kniha pod názvem „Hitmakeři: Tajemství popularity v éře rozptylování“. Vydalo ji nakladatelství Jan Melvil Publishing.
Autor v knize říká, že nic se nestává „virálním“, ale že hity se šíří v kaskádách. Ani populární filmy, písně nebo aplikace se neobjevují jen tak, odnikud. Mají svůj příběh, svoji tajnou historii. I ty nejoslnivější nápady zapadnou, pokud se jim nepodaří dostat se na správnou síť.
Ve 21. století je nejcennější pozornost lidí, tvrdí autor. Jak ji získat? Derek Thompson ve své knize odkrývá psychologii vkusu a fungování kulturních trhů, které nenápadně utvářejí lidské životy, ukazuje, že kvalita samotná k úspěchu nestačí. Autor tvrdí, že velkou roli při šíření hitů hraje náhoda, které ale tvůrci mohou pomoct. Uvádí, že nejhůře se šíří velké inovace, zatímco nejlépe „věci podvědomé, jen lehce vylepšené“. Vkus je podle něho z velké části výsledkem všeho, s čím se člověk setkal, není vrozený nebo získaný výchovou. Ukazuje také, jak přimět lidi, aby o produktu mluvili, a v neposlední řadě prokazuje, proč je důležité vnímat Facebook jako noviny. 

## Zajímavosti
Magazíny Inc. a Forbes uvedly Dereka Thompsona na seznamu "30 pod 30".